# 鈴木繁定
鈴木 繁定（すずき しげさだ、生没年不詳）は、戦国時代の武将。戦国大名・後北条氏の家臣で、伊豆水軍の武将の一人。通称は丹後守、次郎三郎。

## 略歴
江梨鈴木氏の当主で、先代の鈴木繁朝の子。伊豆国江梨村を本拠に江梨五ヶ村を支配し、伊豆水軍の武将として後北条氏に仕えた。小田原衆所領役帳によると、鈴木次郎三郎として河越衆に属し江梨村に100貫文の所領役高を与えられていた。
北条氏政から度々駿河湾沿岸警備などについて司令を受けていた「鈴木丹後守」は繁定であるとされ、記録が江梨鈴木家文書に残っている。元亀4年（1573年）7月16日、北条氏政から、江梨（静岡県沼津市）ほか4ヶ村（立保、古宇、足保、久料）を支配する鈴木丹後守に、許可の無い便船の禁止、着岸した他国の船の改め、商売のため敵地に行く者の報告などを命じた文書が現存するほか、天正2年（1574年）7月10日にも、北条氏政から鈴木丹後守に対し、当時、駿河を支配し同盟関係にあった武田氏からの船手判を示し、今後は駿河船はこの印のある手形を持つことに加え、不審な船があれば取り押さえ報告するよう命じた朱印状が現存している。
子に鈴木繁顕（監物丞）がいた。